# Jan Kulmaczewski
Jan Kulmaczewski (ur. 22 kwietnia 1995) – polski lekkoatleta specjalizujący się w trójskoku.
Srebrny (2017) i brązowy medalista (2018), (2020) Mistrzostw Polski Seniorów w Lekkoatletyce. Wicemistrz Polski w hali (2019). W 2017 został Młodzieżowym Mistrzem Polski.